# Rhododendron hooglandii
Rhododendron hooglandii är en ljungväxtart som beskrevs av Herman Otto Sleumer. Rhododendron hooglandii ingår i släktet rododendron, och familjen ljungväxter. Inga underarter finns listade i Catalogue of Life.